# Adriano Abel Sapinãla
Adriano Abel Sapinãla (nascido em 26 de setembro de 1977) é um político angolano da UNITA e membro da Assembleia Nacional de Angola.
Ele é filho do historiador José Samuel Chiwale (cofundador da UNITA) e de Helena Bonguela Abel, deputada e vice-presidente da LIMA, organização feminina do partido.